# فيديريكو ألونسو
فيديريكو ألونسو (بالإسبانية: Federico Alonso Tellechea)‏ هو ربان ‏ أرجنتيني، ولد في 15 أغسطس 1981 في بوينس آيرس في الأرجنتين.

## روابط خارجية
- فيديريكو ألونسو على موقع اللجنة الأولمبية الدولية (الإنجليزية)